# Хідів

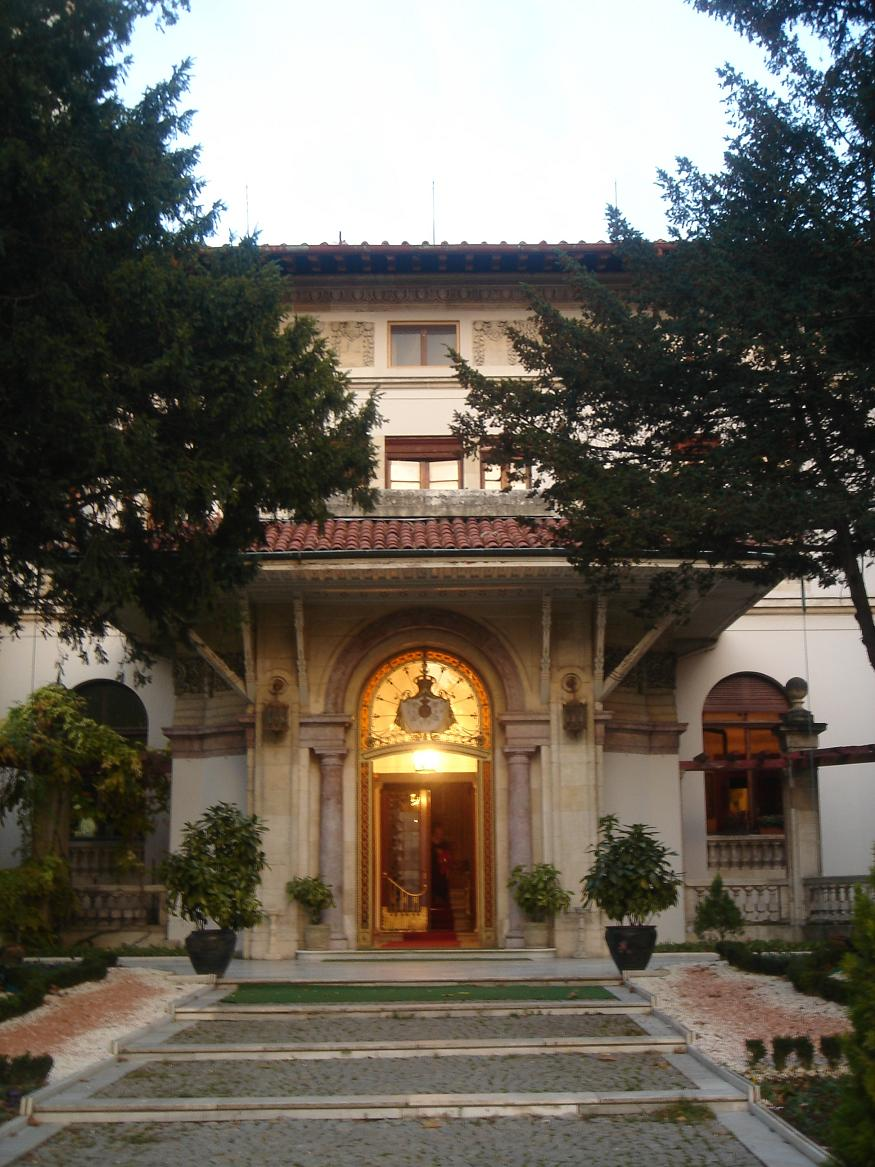
Палац Хідів

Палац Хідів (тур. Hidiv Kasri — «Палац хедивів»), також Палац Чубуклу (тур. Çubuklu Sarayı) — палацовий комплекс на азійській стороні Босфору в Стамбулі, Туреччина. Колишня резиденція хедивів Єгипту.

## Історія
Аббас II Хільмі (1892—1914) був останнім хедивом Єгипту та Судану. На відміну від своїх попередників, Аббас II прагнув до співпраці з Османською імперією, чий суверенітет над Єгиптом мав формальний характер з того часу, як Мухаммед Алі в 1805 році захопив в Єгипті владу. Аббас II бачив в цьому потенційну можливість для підриву британської окупації Єгипту та Судану. В рамках зусиль з поліпшення відносин з Османською імперією, Аббас II здійснив кілька візитів до Стамбулу, де на його замовлення в 1907 році архітекторами з Італії, Антоніо Лашаком і Дельфо Семінаті, на березі Босфору побудований палац.
Побудований в стилі модерн за зразком вілл епохи Ренесансу, включаючи характеристики та деталі неокласичної архітектури Османської імперії. Він стоїть на вершині пагорба в великому гаю, що займає територію приблизно 110 га, в окрузі Чубуклу в районі Бешикташ, з видом на протоку Босфор.
Неофіційна друга дружина Аббаса II, Джавідан-ханим (до шлюбу угорська графиня Торок фон Шендро), стверджує у своїх мемуарах «Гарем», що вона брала участь на всіх етапах створення палацу, від проєкту до дизайну інтер'єру. Вона також брала участь у плануванні палацового саду. Ідентична копія палацу побудована на березі річки Ніл в Єгипті.
За наказом Мустафи Кемаля Ататюрка, засновника та першого президента Турецької республіки, Стамбул придбав палац у 1937 році. Проте, його не використовували до 1980-х. У 1984 році палац Хідів відкрили для публіки. У палаці розмістилися ресторан, готель і кафе.